# 伊凡·沃林
伊凡·沃林（英語：Ivan Emanuel Wallin，1883年1月22日—1969年3月6日）是一位美国生物学家，是探究内共生学说的先驱。